# 朴奎善
朴奎善（韓語：박규선，1986年3月28日—），韓國男演員。

## 演出作品

### 電視劇
- 2012年：SBS《電視劇帝王》飾演 賢珉的經紀人
- 2013年：Mnet《Monstar》飾演 車道男
- 2017年：tvN《河伯的新娘 2017》飾演 南朱利

### 電影
- 2005年：《強力三班》
- 2019年：《老千：獨眼傑克》
- 2022年：《極速首爾》

### 綜藝節目
- 2012年：tvN《喜劇大聯盟》

## 獲獎
- 2013年：第六屆Mnet 20's Choice 20's 개그캐릭터상

## 外部連結
- NAVER